# Usť-Kut
Usť-Kut (rusky Усть-Кут) je město v Irkutské oblasti v Ruské federaci, centrum Usť-Kutského rajónu. K 1. lednu 2016 zde žilo 42 498 obyvatel. Leží ve východní Sibiři, ve střední části Irkutské oblasti, 510 km severně od Irkutska na soutoku řek Leny a Kuty.

## Historie
Bylo založeno roku 1631 jako Usť-Kutský ostroh a je jedním z prvních ruských sídel ve východní Sibiři. V 19. století bylo malou vesnicí, roku 1926 se stalo sídlem stejnojmenného rajónu. Rozmach Usť-Kutu začal ve 40. letech 20. století, kdy se stal důležitým dopravním uzlem – vznikl zde Osetrovský říční přístav, roku 1954 byl Usť-Kut povýšen na město, stal se výchozím bodem Bajkalsko-amurské magistrály. Počet obyvatel rostl až do poloviny 90. let 20. století, kdy dosáhl maxima 62 tisíc, poté poklesl až na 43–42 tisíc v letech 2015–2016.
Ekonomika města je založena na těžbě dřeva, ropy a zemního plynu. Rozvíjí se i turistika.